# 鮑得溫氏鮨
鮑得溫氏鮨為輻鰭魚綱鱸形目鱸亞目鮨科的其中一種，分布於西大西洋區，從美國佛羅里達州南部至巴西東南部海域，棲息深度1-80公尺，體長可達12公分，生活在岩石底質、海草床，為底棲性魚類，屬肉食性，以甲殼類及小魚等為食，可做為觀賞魚。

## 擴展閱讀
- 鮑得溫氏鮨的图片 （页面存档备份，存于）